# Соколині
Соколині (Falconinae) — підродина хижих птахів родини соколових (Falconidae). До нього входять роди Microhierax, Polihierax і Falco. Молекулярні дані з 2015 року знайшли підтримку в групуванні цих родів, причому Polihierax є парафілетичним щодо Falco.

## Роди
- Сокіл-карлик (Microhierax) — 5 видів
- Сокіл-крихітка (Polihierax) — 2 види
- Сокіл (Falco) — 39 видів